# Fimbristylis aphylla
Fimbristylis aphylla är en halvgräsart som beskrevs av Ernst Gottlieb von Steudel. Fimbristylis aphylla ingår i släktet Fimbristylis och familjen halvgräs. IUCN kategoriserar arten globalt som livskraftig. Inga underarter finns listade i Catalogue of Life.